# Alojz Ihan

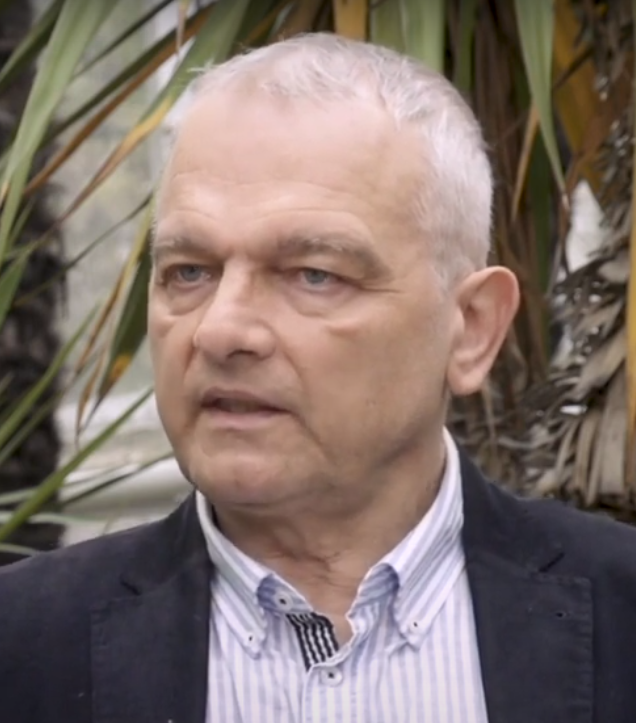
Alojz Ihan (2022)

Alojz Ihan (* 23. Juli 1961 in Ljubljana, Jugoslawien) ist ein slowenischer Mikrobiologe, Immunologe, Dichter und Schriftsteller.

## Leben
Ihan studierte Medizin an der Medizinischen Fakultät der Universität Ljubljana und schloss das Studium 1987 mit Diplom ab. 1988 begann er am dortigen Institut für Mikrobiologie zu arbeiten und erwarb 1990 einen Magisterabschluss. 1991 und 1992 verbrachte er als Stipendist in Genf. 1993 folgte seine Promotion. 1994 wurde er Dozent für Mikrobiologie und 2006 ordentlicher Professor für Mikrobiologie und Immunologie. Er ist Institutsvorsitzender des Instituts für Mikrobiologie und Immunologie an seiner Alma Mater.
Ihan verfasst medizinische und populärwissenschaftliche Schriften zum Thema Immunologie. Für seine Öffentlichkeitsarbeit während der Coronakrise wurde er von der Slowenischen Wissenschaftsstiftung SZF 2021 als „Wissenschaftskommunikator des Jahres“ ausgezeichnet.

## Literarisches Werk
Ihan ist auch als Dichter und Schriftsteller tätig. Er schreibt vorwiegend narrative Poesie, in der ein komplexes Verhältnis zur Welt zum Ausdruck kommt, die sich Absurdität und Paradoxalität ausgesetzt sieht. Für seinen ersten Gedichtband Srebrnik („Die Silbermünze“) erhielt er 1987 den Preis des Prešeren-Fonds, zudem wurde ihm 1986 für den Gedichtband Južno dekle („Südländisches Mädchen“) der Jenko-Preis verliehen. Weiterhin schreibt Ihan auch Essays und Romane. Für seinen Essayband Državljanski eseji („Staatsbürgeressays“) erhielt er 2013 den Rožanc-Preis. Mit Karantena („Quarantäne“) veröffentlichte er 2022 einen Roman, der während der Covid-Pandemie spielt. Außerdem verfasst er regelmäßig Kolumnen für die slowenische Tageszeitung Delo.
Er ist Mitglied des Slowenischen Schriftstellerverbands.

## Publikationen

### Lyrik
- Srebrnik. Ljubljana: Književna mladina Slovenije – Aleph, 1985.
- Igralci pokra. Ljubljana: Cankarjeva založba, 1989.
- Pesmi. Ljubljana: Emonica, 1989.
- Ritem. Klagenfurt/Celovec: Wieser, 1993.
- Južno dekle. Ljubljana: Mihelač, 1995.
- Salsa. Ljubljana: Mladinska knjiga, 2003.

### Romane
- Hiša. Ljubljana: Emonica, 1997.
- Romanje za dva … in psa. Ljubljana: Študentska založba – Beletrina, 1998.
- Hvalnica rešnjemu telesu: Ljubljana: Cankarjeva založba, 2011.
- Slike z razstave. Ljubljana, Študentska založba – Beletrina, 2013.
- Karantena. Ljubljana: Beletrina, 2022.

### Essays
- Platon pri zobozdravniku. Ljubljana, Cankarjeva založba, 1997.
- Deset božjih zapovedi. Ljubljana, Študentska založba – Koda, 2000.
- Državljanski eseji. Ljubljana, Študentska založba – Koda, 2012.
- Skupinska slika z epidemijo (2022)

### Populärwissenschaftliche Werke
- Imunski sistem in odpornost : kako se ubranimo bolezni. Ljubljana, Mladinska knjiga, 2000.
- Do odpornosti z glavo. Ljubljana: Mladinska knjiga, 2003.
- Čas nesmrtnosti. Ljubljana. Beletrina, 2016.